# Mike Bernard (calciatore)
Mike Bernard (Shrewsbury, 10 gennaio 1948) è un ex calciatore inglese, di ruolo centrocampista.

## Carriera
Bernard si forma nella squadra della sua città, lo Shrewsbury Town, prima di venire ingaggiato nel 1965 dallo Stoke City. Con i biancorossi ha vinto la Football League Cup 1971-1972, battendo in finale il Chelsea.
Nell'estate 1967 con il suo club disputò il campionato statunitense organizzato dalla United Soccer Association: accadde infatti che tale campionato fu disputato da formazioni europee e sudamericane per conto delle franchigie ufficialmente iscritte al campionato, che per ragioni di tempo non avevano potuto allestire le proprie squadre. Lo Stoke City rappresentò i Cleveland Stokers, e chiuse al secondo posto nella Eastern Division, non qualificandosi per la finale del torneo.
Nel 1972, Bernard passa all'Everton per la cifra record per il club di 140.000 sterline, con cui gioca sino al 1977. Miglior piazzamento con il club di Liverpool fu il quarto posto nella First Division 1974-1975 e raggiunse la finale della Football League Cup 1976-1977, persa contro l'Aston Villa. Giocò anche un incontro nella Coppa UEFA 1975-1976, ovvero il pareggio a reti bianche nella partita di andata dei trentaduesimi di finale contro gli italiani del Milan; a causa della sconfitta nella gara di ritorno, in cui però Bernard non giocò, i Toffees vennero eliminati dalla competizione.
Nel 1977 passa ai cadetti dell'Oldham Athletic, con cui giocherà sino al 1979, anno del suo ritiro a causa dell'aggravarsi di un infortunio.
Lasciato il calcio giocato, dopo aver gestito un pub e lavorato nel settore commerciale del Crewe Alexandra e dello Stoke City, si trasferì in Portogallo.

## Palmarès
- Coppa di Lega inglese: 1

Stoke City: 1971-1972